# Дзівле
Дзівле (пол. Dziwle) — село в Польщі, у гміні Ґрабиця Пйотрковського повіту Лодзинського воєводства.
Населення — 90 осіб (2011).
У 1975-1998 роках село належало до Пйотрковського воєводства.

## Демографія
Демографічна структура станом на 31 березня 2011 року:
|          | Загалом | Допрацездатний вік | Працездатний вік | Постпрацездатний вік |
| -------- | ------- | ------------------ | ---------------- | -------------------- |
| Чоловіки | 51      | 15                 | 29               | 7                    |
| Жінки    | 39      | 9                  | 21               | 9                    |
| Разом    | 90      | 24                 | 50               | 16                   |